# 维克托·托洛孔斯基
维克托·亚历山德罗维奇·托洛孔斯基（俄语：Виктор Александрович Толоконский，1953年5月27日—），俄罗斯政治人物，曾任克拉斯诺亚尔斯克边疆区行政长官、俄罗斯联邦总统驻西伯利亚联邦管区全权代表、新西伯利亚州州长等职。

## 生平
1978年毕业于新西伯利亚国立大学，同年加入苏联共产党。1991年至1993年，任新西伯利亚市执行委员会副主席。1994年当选新西伯利亚市议会主席。1996年3月当选市长。2000年1月当选新西伯利亚州州长。2010年9月，任俄罗斯联邦总统驻西伯利亚联邦管区全权代表。2010年至2014年，任俄罗斯联邦安全会议成员。2014年5月12日，被任命为克拉斯诺亚尔斯克边疆区代理行政长官。同年9月14日，以63.3%的得票率赢得选举。2017年9月辞去职务，同年11月开始担任新西伯利亚州长首席顾问。

## 荣誉
- 四级祖国功勋勋章（2008年）
- 亚历山大·涅夫斯基勋章（2017年）[2]
- 荣誉勋章
- 友谊勋章